# Bảo tàng sân khấu, Warszawa

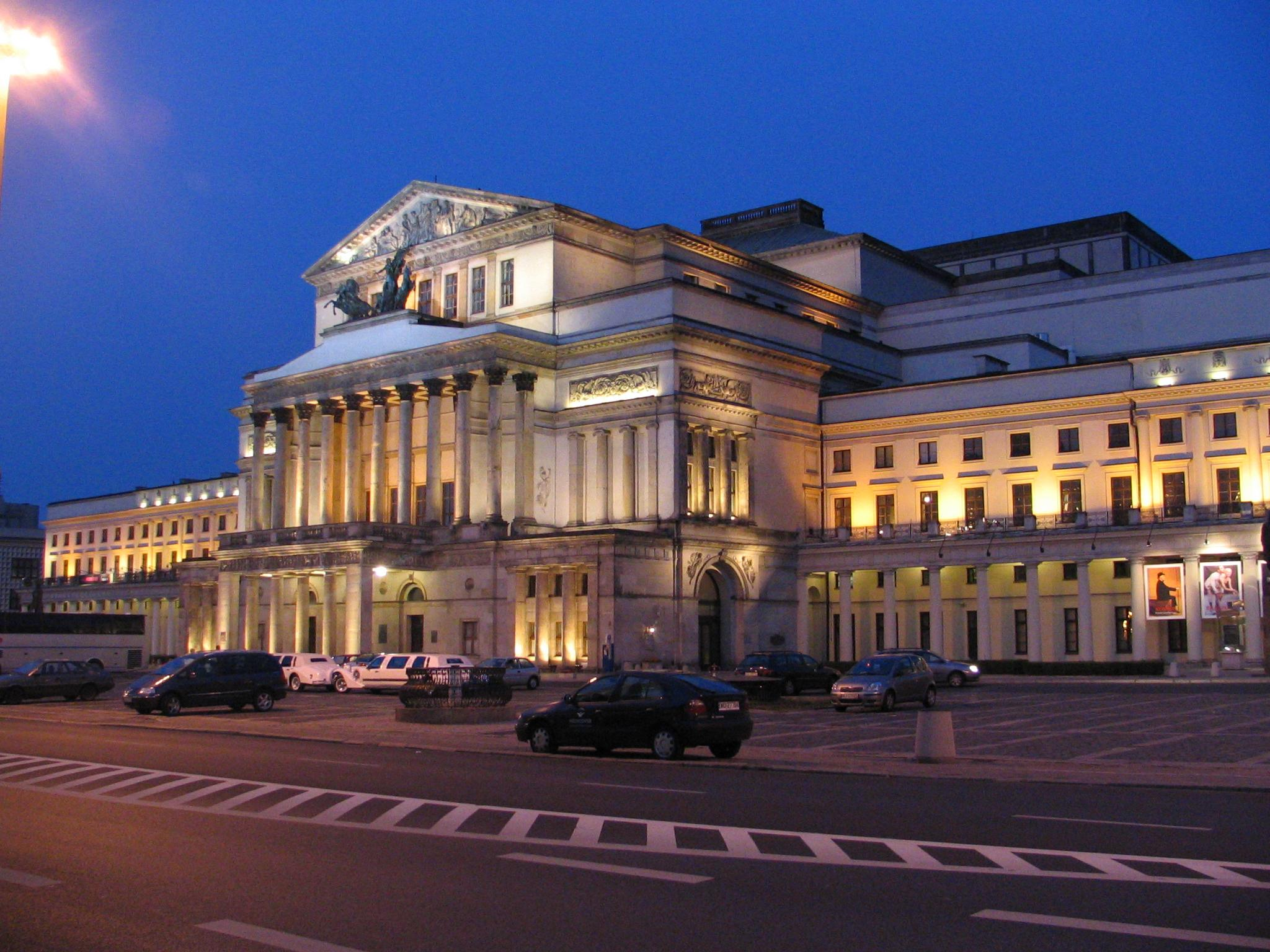
Bảo tàng Nhà hát ở Warsaw

Bảo tàng Nhà hát ở Warsaw (tiếng Ba Lan: Muzeum Teatralne w Warszawie) là một bảo tàng nằm ở cánh phía Tây của Nhà hát lớn Opera Quốc gia, tọa lạc tại số 1 Quảng trường Teatralny, Warsaw, Ba Lan. Phương châm hoạt động của Bảo tàng Nhà hát ở Warsaw là thu thập và giới thiệu các bộ sưu tập có liên quan đến lịch sử của các nhà hát của Ba Lan và nước ngoài.

## Lịch sử
Bảo tàng Nhà hát ở Warsaw được thành lập vào năm 1957. Một trong những người đồng sáng lập Bảo tàng là Ewa Jeglińska. Từ khi thành lập đến năm 1966, Bảo tàng Nhà hát ở Warsaw hoạt động như một chi nhánh của Bảo tàng Lịch sử Warsaw. Từ năm 1965, Bảo tàng hoạt động trong cơ cấu tổ chức của Nhà hát lớn Opera Quốc gia. Nội thất của Bảo tàng do kiến trúc sư Mieczysław Piprek thiết kế.

## Triển lãm
Bảo tàng Nhà hát ở Warsaw hiện đang tiến hành thu thập các bộ sưu tập, triển lãm và tổ chức các hoạt động giáo dục. Bộ sưu tập của Bảo tàng bao gồm hàng chục nghìn hiện vật và kỷ vật, được chia thành một số chủ đề: điêu khắc, hội họa, đồ họa, kỷ vật liên quan đến những người cá nhân kiệt xuất của nhà hát, thiết kế sân khấu, trang phục, ảnh, hồ sơ, bản thảo, áp phích, và các thứ khác.